# Werner Bischof
Werner Bischof (ur. 26 kwietnia 1916 w Zurychu, zm. 16 maja 1954) – szwajcarski fotoreporter, od 1949 członek znanej agencji fotograficznej Magnum.
Pionier fotografii kolorowej od kiedy w 1939 redakcja „Du” zakupiła mu aparat fotograficzny produkcji amerykańskiej Devin Tricolor naświetlający trzy czarno-białe negatywy szklane przez filtr czerwony, zielony i niebieski (aparat wynaleziony w 1934 i używany przez takie sławy jak Anton Bruehl, Martin Munkácsi, Nickolas Muray, George Burrell i Madame Yevonde).
Współpracował z wieloma tygodnikami ilustrowanymi, między innymi: „Du”, „Life”, „Epoca”, „Paris Match”. Odbył podróże fotoreporterskie po całej Europie, odwiedził zrujnowane Niemcy w 1946 oraz Polskę w 1948, gdzie w Warszawie i w Przemyślu wykonał wiele fotografii kolorowych pokazujących zniszczenia wojenne. Zginął w wypadku samochodowym podczas wyprawy fotoreporterskiej w Andy Peruwiańskie.